# Johann Fabricius
Johann(es) Fabricius (n. 8 ianuarie 1587 - d. 19 martie 1616), fiul cel mare al lui David Fabricius (1564-1617), a fost un astronom germano-frizon și cel care a descoperitor petele solare (în 1610), independent de Galileo Galilei.

## Lucrări

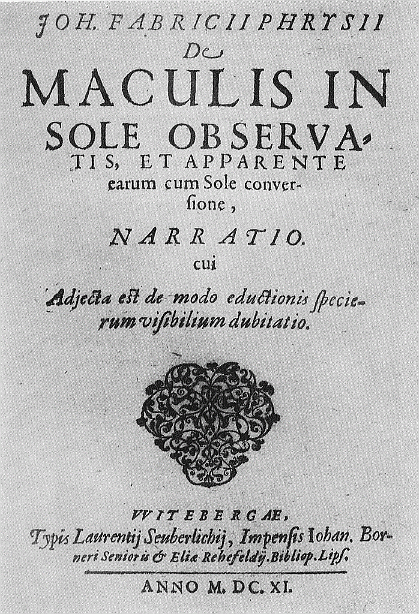
De Maculis in sole observatis et apparente earum cum Sole conversione - Lucrarea lui Johann Fabricius în care anunță existența petelor solare

- Johann Fabricius - Phrysii De Maculis in Sole observatis, et apparente earum cum Sole conversione, Narratio, etc. Witebergae, Anno M.DC.XI. (anul 1611).